# ジャンヌ・ダルク (軽巡洋艦)
| 竣工時の本艦 | |
| 艦歴         | |
| 発注         | サン・ナゼール造船所 |
| 起工         | 1928年9月28日 |
| 進水         | 1930年2月14日 |
| 就役         | 1931年10月 |
| 退役         | |
| その後       | |
| 除籍         | 1964年7月 |
| 前級         | プリュトン |
| 次級         | エミール・ベルタン |
| 性能諸元     | |
| 排水量       | 基準：6,496トン 満載：8,960トン |
| 全長         | 170.0m |
| 水線長       | 160.0m |
| 全幅         | 17.7m |
| 吃水         | 6.4m |
| 機関         | ペノエ式重油専焼水管缶4基 +パーソンズ式ギヤードタービン2基2軸推進                                                                            |
| 最大出力     | 32,500hp |
| 最大速力     | 25ノット 27.8ノット（公試） |
| 航続距離     | 14.5ノット/5,000海里 |
| 燃料         | 重油：1,400トン |
| 乗員         | 505名+（士官候補生：156名、指導士官：20名） 648名（戦時）                                                                                    |
| 兵装         | 15.5cm（55口径）連装速射砲4基 7.5cm（60口径）単装高角砲8基 37mm（50口径)連装機関砲2基 13.2mm（76口径）単装機銃12丁 55cm水上魚雷発射管単装2基 |
| 装甲         | 舷側：-mm 甲板：-mm ボックス･シタデル：20mm 主砲塔：30mm（前盾）、-mm（側盾）、-mm（後盾）、-mm（天蓋） バーベット部：30mm 司令塔：30mm      |
| 艦載機       | 水上機2機、カタパルト1基 |

ジャンヌ・ダルク (Croiseur-École Jeanne D'Arc) は、フランス海軍が1926年度海軍整備計画において、第二次世界大戦前に建造した軽巡洋艦。
一般的には練習巡洋艦として認識されている。
艦名はフランスの英雄にしてキリスト教の聖人ジャンヌ・ダルクに因む。太平洋戦争以前の大日本帝国と、サンフランシスコ平和条約締結後の日本を訪問したことがある。

## コンセプト
本艦の竣工までフランス海軍には「練習巡洋艦」と呼ばれる艦種は存在せず。士官候補生の遠洋航海訓練には装甲巡洋艦を使用していた。しかし、第一次世界大戦で船団護衛任務で酷使された装甲巡洋艦は老朽化が目立っていたため、ここにフランス海軍は新たに練習巡洋艦を建造することとしたのである。
本艦の設計は機雷敷設任務に特化した「プリュトン」よりも、本格的な軽巡洋艦として建造された「デュゲイ・トルーアン級軽巡洋艦」をタイプ・シップに採り、魚雷兵装を減じて、浮いた重量を士官候補生と訓練士官の居住施設や授業用の教室区画に充てた。さらに6,000トン台の小型の船体を有効活用するため､舷側の開口部には二層式のプロムナード・デッキを設けている。本級は練習巡洋艦であるが、6インチ連装砲塔4基8門、速力約27ノットを発揮し、ある程度は通常の巡洋艦としての性能も有している。

## 艦形について

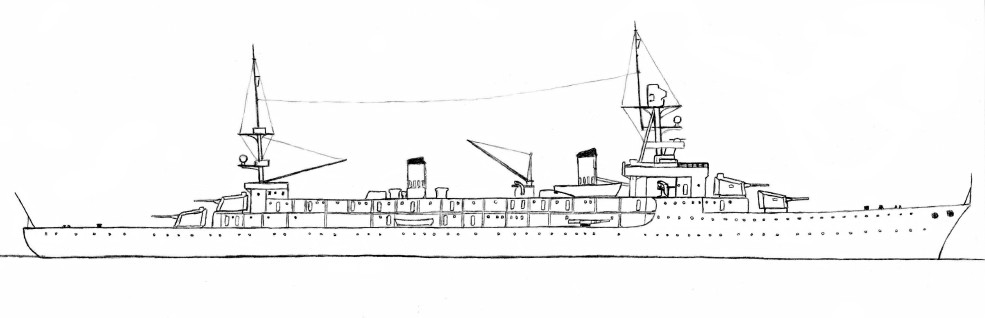
本艦の艦形図

船体型式は「デュゲイ・トルーアン級軽巡洋艦」と同じく船首楼型である。軽くシア(傾斜)の付いた艦首甲板から「1920年型15.5cm（55口径）砲」を連装砲塔に納め、1・2番主砲塔を背負い式で2基、箱型艦橋を基部に持つ軽量な三脚檣、シフト機関配置のため間隔の空いた二本煙突の中間点に艦載艇の揚収クレーンがあり、周りは艦載艇置き場となっていた。
2番煙突の背後には水上機2基が置かれ、簡便な単脚後檣の基部に2対のジブ・クレーンにより艦載機は水面に下ろされて運用された。後檣の背後に主砲塔二基を後ろ向きで背負い式に配置した。舷側には上下二列に丸い舷窓が並ぶが、これは酷暑の植民地で乗員が熱射病にやられないように通風を考えてのことである。
左右の舷側甲板には「1922年型　7.5cm（60口径）高角砲」を単装砲型式で左右2基ずつ計4基装備する。また、雷装としてプロムナード・デッキ下層の舷側に55cm単装水上魚雷発射管を片舷2基ずつの計2基2門を配置した。

## 主砲、高角砲、その他備砲について
主砲は新設計の「1920年型15.5cm（55口径）砲」を採用した。砲身は当時の最新技術である自緊砲身を採用し、製造にいち早く成功した。砲の旋回・俯仰動力は電動方式を採用し、1927年に射撃方位盤が取り付けられ、方位盤管制による効果的な射撃が可能になった。
他に、対空砲として「1922年型　7.5cm（60口径）高角砲」が採用された。この砲は長命で続く「シュフラン級」と戦利巡洋艦にも搭載された。他にはオチキス社製37mm(50口径)連装機関砲2基と13.2mm（76口径）機銃が12丁が載せられている。
なお、1940年に「自由フランス軍」に編入された折に対空火力が増備され、ボフォース 40mm（56口径）単装機関砲6基とエリコン20mm（70口径）単装機銃20丁と連合国製対空レーダーにより射撃管制された。

## 艦体
艦体は艦首構造に高速航行に適したクリッパー・バウを採用しており、艦首から艦橋部までが1段高い船首楼型を採用しているが、これは波の荒い北大西洋やインド洋での長距離作戦航海を考慮した為である
舷側装甲は存在せず、甲板防御に20mmの装甲を張り、弾火薬庫や舵機室など主要防御部に「ボックス・シタデル」と呼ばれる20mm装甲板で囲む軽防御方式を採っている。その代り機関区画への縦隔壁と細分化された水密区画により水線下触雷時の浸水被害の局限化を図っていた。また､高い乾舷は荒天時の航海で横風をはらむ危険性を持っており、風の影響を受けやすかった。

## 機関配置
缶室・機関分離配置も「デュゲイ・トルーアン級軽巡洋艦」と同様である。主缶にはペノエ式重油専焼水管缶4基を採用し、主機関にはパーソンズ式ギヤード･タービン2基を組み合わせた結果、公試において最大出力32,500馬力、速力27.8ノットを発揮し、抵抗の少ない船体により常時23ノットで高速巡航する事ができた。
安定性の高いボイラーとオーソドックスなギヤード・タービンにであり、航続性能は14.5ノットで5,000海里であった

## その他
フランス巡洋艦はこのクラスの竣工時から水上機運用能力を持つようになり、水上機2機を運用した。なお、これらの装備は1943年頃から撤去され、対空設備を増備するためのスペースに充てられた。

## 艦歴
1926年度計画でシュフラン級重巡洋艦の「コルベール」と共に建造が決定した。サン=ナゼール造船所で建造され、1931年（昭和6年）10月に就役。ただちに練習航海任務に投入された。1932年（昭和7年）7月上旬からはじまった練習航海では、地中海を経由して東まわり航路をとる。
1933年（昭和8年）3月19日、日本の長崎に到着する。
つづいて広島県江田島、神戸に寄港した。4月3日、横浜に入港する。
4月6日、ジャンヌダルク艦長アンドレ・マーキス大佐は、昭和天皇に拝謁した。
フランス海軍の士官や士官候補生は横須賀におもむき横須賀海軍航空隊や戦艦「長門」を見学したほか、横須賀鎮守府司令長官野村吉三郎中将の歓待を受けた。4月14日、横浜を出港する。日本出発後、アメリカ合衆国のハワイ、ポートランド、サンフランシスコなどを訪問した。
1939年（昭和14年）9月に第二次世界大戦が勃発すると、大西洋でドイツの貨物船（封鎖突破船）警戒任務に従事した。1940年（昭和15年）5月、連合国軍は西部戦線で大敗する。同月下旬、フランス軽巡「エミール・ベルタン」と共に、フランス銀行の金塊をカナダのハリファックスに輸送する任務に加わった。航空機輸送任務に従事中のフランス空母「ベアルン」と合流し、ヨーロッパ大陸に戻る途中で6月22日の独仏休戦協定を迎えた。フランスの一部は占領され、ヴィシー政権が成立する。「ジャンヌ・ダルク」はカリブ海のフランス領西インド諸島に行き、「ベアルン」などと共にマルティニークで待機した（マルティニークの歴史）。
1942年（昭和17年）5月以降、アメリカ合衆国との協定で不稼働状態となる。
1943年（昭和18年）7月、自由フランス軍に加わった。以後、フランス解放に絡む反攻作戦に従事する（ドラグーン作戦など）。
第二次世界大戦終結後は、ふたたび練習艦として運用された。
1963年（昭和38年）2月、遠洋航海中の本艦は、フリゲート艦ヴィクトル・シュルシェールと共に日本を訪問した。2月6日、東京港に到着する。「ジャンヌ・ダルク」乗組員は靖国神社に参拝した。
1964年（昭和39年）6月8日、ブレストに到着して最後の練習航海任務を終えた。本艦の航海距離は74万浬に及ぶという。艦名を新造のヘリ空母に譲り、本艦は除籍された。